# Verdelpino de Huete
Verdelpino de Huete es una localidad española del municipio de Huete, perteneciente a la provincia de Cuenca, en la comunidad autónoma de Castilla-La Mancha. 

## Geografía
La localidad está situada a una altitud de 1010 m sobre el nivel del mar (m s. n. m.), aunque la altitud del término municipal oscila entre los 900 m y los 1060 m. Hay que añadir que su emplazamiento es una ladera a barlovento y umbría de una mesa, por lo que las precipitaciones son algo más abundantes y las temperaturas algo más frías que si estuviese a sotavento, hecho que origina importantes heladas en invierno, que permanecen durante el día en muchos puntos debido a que no reciben luz solar.

## Clima
Según la clasificación climática mundial pertenece a un clima mediterráneo continentalizado. La temperatura media es de aproximadamente 11,5 °C y la precipitación anual es de unos 500 mm. El mes más frío del año es enero y el más cálido es julio, mientras que el mes más lluvioso es octubre y los meses más secos son julio y agosto a la par). Las diferencias mensuales son abismales debido a que es un clima muy extremo, llegando a tener más de 17 °C de amplitud térmica mensual, e incluso la diferencia es mayor en la oscilación diaria. Según la clasificación climática de Koppen, Verdelpino pertenece a un clima Csa (y no a un clima Csb debido a las altas temperaturas máximas que se pueden llegar a alcanzar en el estío).

## Flora
El tipo de vegetación es típico del clima mediterráneo, con especies perennifolias características como las encinas (Quercus ilex rotundifolia) o los pinos (Pinus halepensis) que dan nombre a la aldea (aunque muchos de los pinos son de repoblación antrópica). Podemos encontrar árboles frutales como el almendro, el olivo o la higuera, entre otros.
Predominan los campos de cultivo de secano, donde se extraen cereales como la cebada o el trigo. A finales de la época estival podemos encontrar grandes extensiones de girasoles. Además de estos campos de cultivo de secano, es muy común que la gente residente practique la horticultura, donde se cultivan todo tipo de hortalizas y frutas.

## Fauna
La fauna característica son animales salvajes como el jabalí, el corzo, el zorro o la liebre, pero también roedores como el lirón y algún reptil, como la culebra o la serpiente.
Dentro de la ganadería es muy habitual encontrar oveja, cabra y animales de granja como la gallina.

## Geología
Verdelpino se cree que se formó en el Cenozoico, y dentro de esta etapa geológica, en el Mioceno por la edad de sus materiales. Las roca característica es la caliza, que procede del Pontiense, pero también se encuentran arenas, margas y yesos del Vindoboniense.

## Historia
No se conoce su antigüedad exacta aunque hubo poblados en la Cruz, en la laguna del Saz, en la vuelta la Sangrá, en el molino Espantaperros. Parece ser que se fusionaron formando el pueblo de Verdelpino, que quiere decir territorio poblado de pinos.
A mediados del siglo XIX, la villa, por entonces con ayuntamiento propio, tenía contabilizada una población de 406 habitantes. Aparece descrita en el decimoquinto volumen del Diccionario geográfico-estadístico-histórico de España y sus posesiones de Ultramar de Pascual Madoz de la siguiente manera:

VERDELPINO: v. con ayunt. en la prov. y dióc. de Cuenca (7 leg.), part. jud. de Huete (1), aud. terr. de Albacete (22), y c. g. de Castilla la Nueva (Madrid 17). sit. en la falda de una colina y á corta dist. del r. Canda: el clima es frio, combatido por los vientos de N. S. y propenso á reumas. Consta de 106 casas de mala construccion, inclusa la cárcel y casa de ayunt.; para surtido del vecindario hay una buena fuente dentro de la v. y varias fuera: la igl. parr. (la Asuncion de Maria Santísima), es de entrada y servida por un cura y sacristan; próximo al pueblo hay 2 ermitas (Santa Ana y San Juan Bautista). El térm. confina por N. con el de Bonilla y Carrascosilla; E. Caracenilla; S. Pineda y Valparaíso, y O. Huete: en su jurisd. se halla un desp. llamado Pedro Pascual al N. y á 1/2 leg. de distancia del pueblo: su terreno disfruta de monte y llano, y su parte labrantía es de mediana calidad: tiene algunos sitios poblados de olmos, álamos, almendros y mata baja, de la que se aprovechan para combustible: el r. ya citado cruza su térm. y sus aguas dan movimiento á 2 molinos harineros y se utilizan para regar algunas tierras: los caminos son locales y en mal estado: la correspondencia se recibe de la cab. de part., los lunes, jueves y sábados, y sale en los mismos días. prod.: trigo, cebada, avena, escaña, garbanzos, almortas, judias, hortalizas, almendra amarga, vino, aceite y cáñamo: se cria ganado lanar y algun mular, asnal y vacuno; caza de liebres, conejos y perdices, y pesca de anguilas y peces. ind.: la agrícola, varios telares de lana y lienzo del pais, un molino de aceite y 2 harineros. comercio: la venta de granos y de algun cordero, y la importacion de arroz, bacalao y otros art. de primera necesidad. pobl.: 102 vec., 406 alm. cap. prod.: 1.633,700 rs. imp.: 81,685. El presupuesto municipal asciende á 1,400 rs., y se cubre con los puestos públicos y otros arbitrios.
(Madoz, 1849, p. 672)

## Demografía
| Gráfica de evolución demográfica de Verdelpino de Huete entre 1842 y 1970 |
| |
| Población de derecho según los censos de población del INE Población de hecho según los censos de población del INEEntre el censo de 1857 y el anterior, crece el término del municipio porque incorpora a Langa Entre el censo de 1981 y el anterior, este municipio desaparece porque se integra en el municipio Huete |

Según los últimos datos del Nomenclátor, a 1 de enero de 2022, Verdelpino tenía 30 habitantes, más concretamente 17 hombres y 13 mujeres (datos oficiales del INE).

## Economía
Verdelpino vive fundamentalmente de la agricultura y del turismo.

## Patrimonio
La iglesia está dedicada a La Asunción de Nuestra Señora.